# 19-я отдельная армия ПВО
19-я отдельная Краснознамённая армия ПВО (6 ОКА ПВО) — оперативное объединение войск противовоздушной обороны СССР, выполнявшее задачи противовоздушной обороны Северного Кавказа и Закавказья.

## История организационного строительства
История 19-я армии ведёт своё начало от первых формирований войск противовоздушной обороны Закавказья.

### Наименования частей, соединений и объединений, выполнявших задачи ПВО Закавказья
- ПВО отрядов Бакинской коммуны (1918);
- ПВО 11-й армии РККА (1920);
- 3-й корпус ПВО (1935—1942);
- Бакинская армия ПВО (1942—1949);
- Бакинский район ПВО (1949—1954);
- Бакинский округ ПВО (1954—1980);
- ПВО Закавказского военного округа (1980—1986);
- 19-я отдельная армия ПВО (1986—1992).

### Формирование армии
19-я отдельная армия ПВО сформирована на основании директивы Главного штаба Войск ПВО в апреле 1986 года на базе бывших частей и соединений Бакинского округа ПВО, с момента расформирования Бакинского округа ПВО в 1980 году находившихся в подчинении Закавказского и Северо-Кавказского военных округов.

### Расформирование армии
В связи с распадом СССР 19-я отдельная армия ПВО в апреле 1993 года была расформирована, отдельное вооружение и инфраструктура переданы в состав Вооружённых сил бывших Закавказских республик СССР.

## Зона ответственности армии
В зоне ответственности армии находились: Ставропольский край, Краснодарский край, Астраханская, Волгоградская и Ростовская области, Грузия, Азербайджан, Армения и часть Туркмении.

## Командующие армией
- генерал-лейтенант Синицын Виктор Павлович, 04.1986 — 07.1990;
- генерал-лейтенант Подольский Николай Николаевич, 07.1990 - 04.1993.

## Боевой состав армии

### Боевой состав на 1988 год
- штаб, управление и командный пункт (Тбилиси)[1];
- 12-й корпус ПВО (Ростов-на-Дону)[1];
  - 83-й гвардейский истребительный авиационный полк ПВО;
  - 562-й истребительный авиационный полк ПВО;
  - 393-й гвардейский истребительный Барановичский Краснознамённый ордена Суворова авиационный полк ПВО;
- 14-й корпус ПВО (Тбилиси)[1];
- 15-й корпус ПВО (Алят, Баку)[1].

В связи организационно-штатными мероприятиями 1 февраля 1988 года были преобразованы:
- 14-й корпус ПВО в 96-ю дивизию ПВО;
- 15-й корпус ПВО в 97-ю дивизию ПВО.

### Боевой состав на 1990 год
- штаб, управление и командный пункт (Тбилиси);
- 12-й корпус ПВО (Ростов-на-Дону);
- 96-я дивизия ПВО (Тбилиси);
- 97-я дивизия ПВО (Алят, Баку).

### Истребительная авиация ПВО
- 12-й корпус ПВО (Ростов-на-Дону):
  - 83-й гвардейский истребительный авиационный полк ПВО;
  - 562-й истребительный авиационный полк ПВО;
  - 393-й гвардейский истребительный авиационный Барановичский Краснознамённый ордена Суворова полк ПВО;
- 14-й корпус ПВО:
  - 166-й гвардейский истребительный авиационный Краснознамённый полк ПВО;
  - 171-й истребительный авиационный Тульский полк ПВО;
- 15-й корпус ПВО:
  - 82-й истребительный авиационный полк ПВО.

## Награды
19-й отдельной армии ПВО по преемственности передан орден Красного Знамени, полученный Бакинским округом ПВО 30 апреля 1975 года за большие заслуги и успехи в боевой подготовке.

## Дислокация армии
- штаб армии — Тбилиси.